# 希斯塔尼亞山
16°10′38″S 68°13′0″W / 16.17722°S 68.21667°W
希斯塔尼亞山（Jist'aña），是玻利維亞的山峰，位於該國西部拉巴斯省的洛斯安地斯省，屬於安第斯山脈中玻利維亞瑞阿爾山脈的一部分，海拔高度約5,260米。

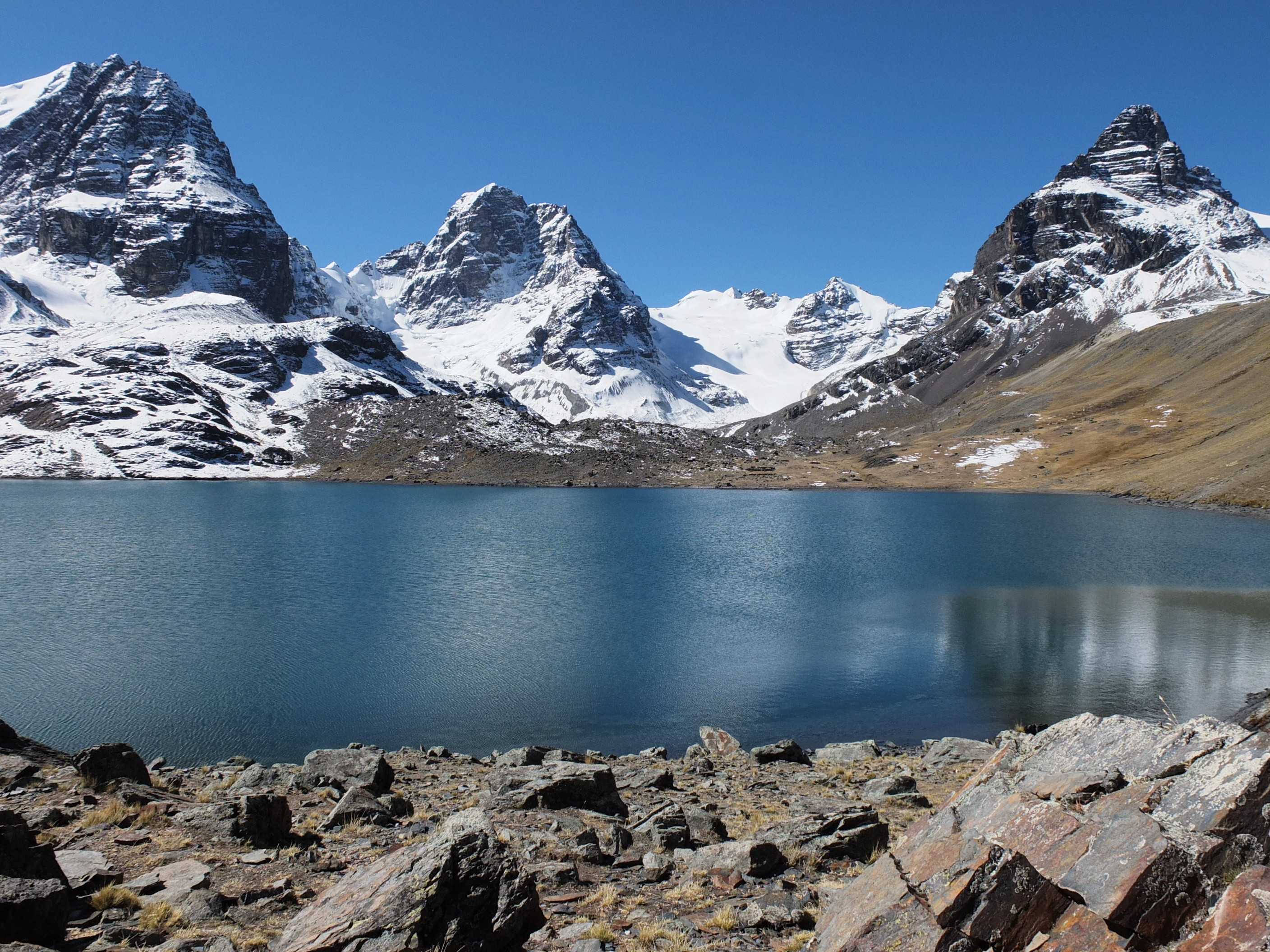